# Desembussador
Un desembussador és un utensili utilitzat per desobstruir canonades mitjançant un sistema de pressió generat per força manual aplicada sobre un mànec de fusta unit en la seva part inferior a una ventosa de goma.

## Característiques
S'utilitza generalment per a eliminar embussos produïts per exemple, en desaigües, amb obertures de diàmetre inferior a la ventosa. En aigüeres i lavabos s'utilitza tapant o aplicant el buit de la ventosa i empenyent diverses vegades fins que es destapi la canonada. Les ventoses per als vàters tenen un pal de fusta (de vegades recobert amb hule) unida a la part inferior (un xuclador o ventosa). En les ventoses per als vàters el pal mesura de 70 a 110 cm de llarg per 4 cm de grossor i la ventosa mesura de 15 a 30 cm de diàmetre; mentre que en les ventoses per als lavabos el pal mesura de 30 a 50 cm de llarg per 3 cm de grossor i la ventosa mesura de 10 a 15 cm de diàmetre.

## Desembussador professional

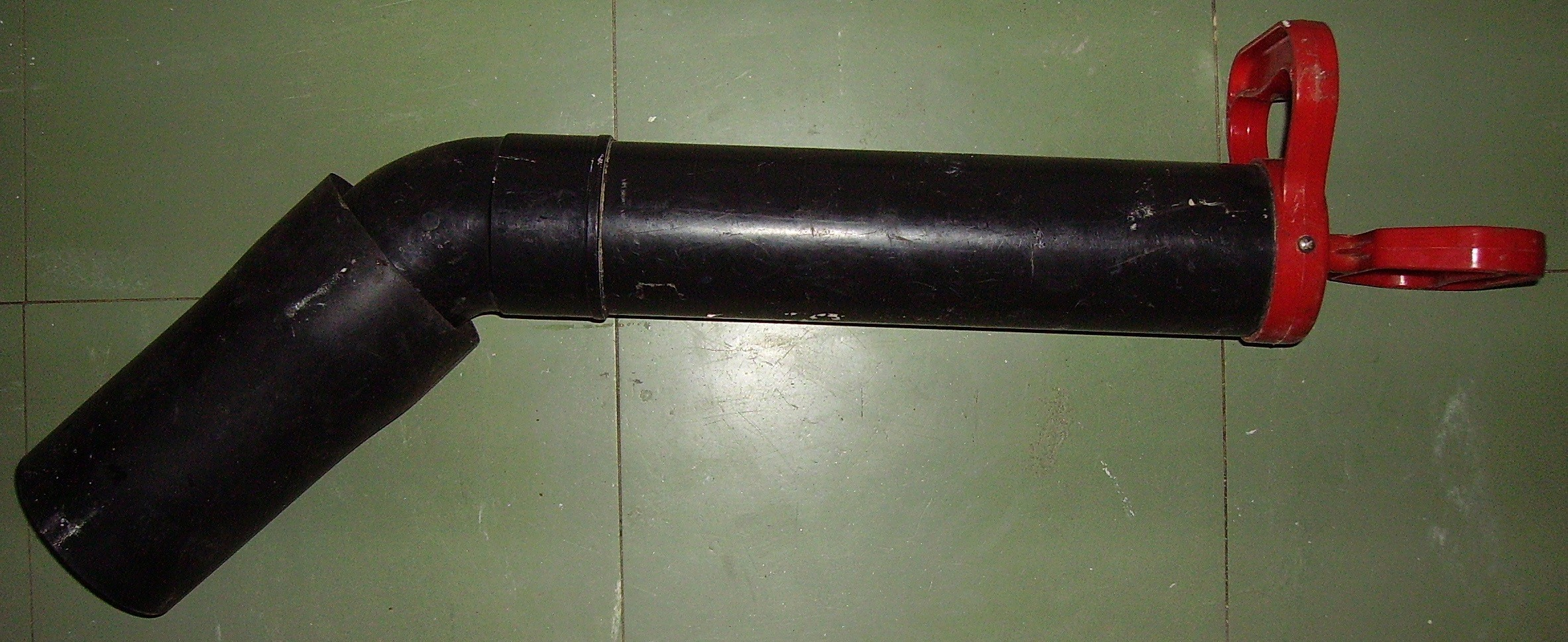
Desembussador amb bomba d'alta pressió professional.

Es considera com desembussador professional un tipus de desembussador més complex, que utilitza algun mena de mecanisme, com ara una bomba a pressió, o una rata de lampista per a desobstruir les canonades.

## Desembussador actiu
Un desembussador actiu és aquell que utilitza productes químics o biològics per desobstruir les canonades.